# Vitis qinlingensis
Vitis qinlingensis är en vinväxtart som beskrevs av P.C. He. Vitis qinlingensis ingår i släktet vinsläktet, och familjen vinväxter. Inga underarter finns listade i Catalogue of Life.